# Pic de l'Alzina
El Pic de l'Alzina, o Cap de l'Alzina, és una muntanya de 1.013,8 m alt del límit dels termes comunals de Castell de Vernet i de Vernet, tots dos de la comarca del Conflent, a la Catalunya del Nord.
És a prop al sud-est del poble de Vernet i també a prop al nord-est del de Castell de Vernet. És al nord-oest del Coll de Llavent.